# Alfonso Castillo Orta
Alfonso Castillo Orta (Izúcar de Matamoros, Puebla, 1944 - 2009) fue un artesano mexicano que destacó por sus trabajos en alfarería de cerámica policromada creando cráneos con flamas ardientes, dijes, mariposas, mariquitas, árboles de la vida y calaveras que evocan la figura de Frida Kahlo o con réplicas de sus pinturas.

## Semblanza biográfica
Perteneció a la cuarta generación de una familia de artesanos. Aprendió el oficio de alfarería por su madre, Catalina Orta, quien a su vez lo había aprendido de sus padres. Inició fabricando árboles de la vida, candelabros, sahumerios y muñequitos. Tiempo después comenzó a fabricar cráneos con flamas, mariposas, dijes, máscaras, ollas. Tras leer la biografía de Frida Kahlo, comenzó a fabricar calaveras que evocaban su figura y cráneos conteniendo réplicas de sus pinturas. Para obtener el color en sus obras utilizó grana de cochinilla, palo de Brasil, índigo y la planta de muicle. Los árboles de la vida que fabricó han sido exhibidos en Alemania, Austria, España, Estados Unidos y en varios estados de la República Mexicana.
Contrajo matrimonio con Soledad Martha Hernández, quien ha continuado la tradición de elaborar barro policromado, calaveras, árboles de la vida y formas de Frida Kahlo con sus hijos, el taller que utilizan fue nombrado Alfonso Castillo Orta. Sus obras se encuentran consignadas en el libro Grandes maestros del arte popular mexicano que publicó Fomento Cultural Banamex, por otra parte, su familia escribió el libro El arte de la familia Castillo que se vende en su taller.

## Premios y distinciones
- 1.er lugar en alfarería del Premio Nacional de Artesanías “Las Manos de México”, celebrado en 1993.
- Premio Nacional de Ciencias y Artes en el área de Artes y Tradiciones Populares, otorgado por la Secretaría de Educación Pública en 1996.